# Lulworthia purpurea
Lulworthia purpurea är en svampart som först beskrevs av I.M. Wilson, och fick sitt nu gällande namn av T.W. Johnson 1958. Lulworthia purpurea ingår i släktet Lulworthia och familjen Lulworthiaceae.   Inga underarter finns listade i Catalogue of Life.